# Coccophagus formicariae
Coccophagus formicariae är en stekelart som beskrevs av Hayat 1998. Coccophagus formicariae ingår i släktet Coccophagus och familjen växtlussteklar. Inga underarter finns listade i Catalogue of Life.